# Motschulskyia inspirata
Motschulskyia inspirata är en insektsart som först beskrevs av Victor Ivanovitsch Motschulsky 1863.  Motschulskyia inspirata ingår i släktet Motschulskyia och familjen dvärgstritar. Inga underarter finns listade i Catalogue of Life.